# Street Signs
Albums de Ozomatli
Embrace the Chaos
(2001) Live at the Fillmore
(2005)
Singles
1. Saturday Night
Sortie : 18 août 2005
2. Santiago
Sortie : 25 octobre 2005

Street Signs est le troisième album studio d'Ozomatli, sorti le 22 juin 2004.

## L'album
Pour cet album, le groupe s'entoure des guitaristes gitans français Les Yeux noirs, de l'Orchestre symphonique de Prague et du marocain Hassan Hakmoun pour le chœur.
L'album remporte le Grammy Award du meilleur album de musique alternative aux Latin Grammy Awards 2005. La chanson, Saturday Night apparaît dans les jeux vidéo Madden NFL 2005 et MX vs. ATV Unleashed et est la musique du film Turbo.
Il fait partie des 1001 albums qu'il faut avoir écoutés dans sa vie.

## Liste des titres
| No  | Titre                                  | Auteur                                    | Contient un (des) sample(s) de         | Durée |
| --- | -------------------------------------- | ----------------------------------------- | -------------------------------------- | ----- |
| 1.  | Believe                                | Andy Mendoza, Ozomatli, J. Smith-Freeman  |                                        | 5:02  |
| 2.  | Love & Hope                            | JB Eckl, Ozomatli, K. C. Porter           |                                        | 4:24  |
| 3.  | Street Signs                           | Ozomatli, Smith-Freeman                   | En Barranquilla Me Quedo de Joe Arroyo | 3:45  |
| 4.  | (Who Discovered) America?              | Eckl, Porter, Jason Roberts, Asdru Sierra |                                        | 4:35  |
| 5.  | Who's to Blame                         | Don Corleon, Daniel Lewis                 |                                        | 3:13  |
| 6.  | Te Estoy Buscando                      | Ozomatli                                  |                                        | 3:50  |
| 7.  | Saturday Night                         | Ozomatli, Smith-Freeman                   | Alive des Beastie Boys                 | 3:59  |
| 8.  | Déjame en Paz                          | Ozomatli                                  |                                        | 3:29  |
| 9.  | Santiago                               | Ozomatli                                  |                                        | 5:10  |
| 10. | Ya Viene el Sol (The Beatle Bob Remix) | Ozomatli                                  |                                        | 3:39  |
| 11. | Doña Isabelle                          | Ozomatli, Eddie Palmieri                  |                                        | 1:05  |
| 12. | Nadie Te Tira                          | Ozomatli                                  |                                        | 4:47  |
| 13. | Cuando Canto                           | Ozomatli                                  |                                        | 4:40  |

## Musiciens
- Wil-Dog Abers : basse, arrangement de l'orchestre, arrangement des percussions, voix
- Ulises Bella : claviers, saxophone, melodica, requinto, voix
- Sheffer Bruton : trombone
- Mario Calire : batterie
- DJ Spinobi :  platines
- Jabu : rap
- Raúl Pacheco : guitare, jarana, tres, voix
- Justin Porée : percussions, rap
- Asdru Sierra : guitare acoustique, piano, trompette, voix
- Jiro Yamaguchi : percussions, tabla, arrangements (orchestre), arrangement (percussions), voix
- Beatle Bob : introduction sur Ya Viene el Sol (The Beatle Bob Remix)
- Chali 2na : rap sur Who's to Blame
- Cut Chemist : platines
- Orchestre philharmonique de Prague : cordes sur Believe
- Hassan Hakmoun : voix sur Believe
- David Hidalgo :  arpa jarocha (en), requinto
- Paul Livingstone : sitar
- Walter Miranda : piano
- Eddie Palmieri : piano sur Doña Isabelle et Nadie Te Tira
- Greg Poree : guitare acoustique
- K. C. Porter : orgue Hammond
- Les Yeux Noirs : guitares gypsies sur Believe et Love & Hope
- Christopher Lennertz : orchestration

## Classement
| Charts (2004)              | classement |
| -------------------------- | ---------- |
| Billboard 200              | 125        |
| Billboard Top Latin Albums | 2          |
| Top Latin Pop Albums       | 2          |
| Top Heatseekers            | 2          |
| Top Independent Albums     | 7          |